# Piptostigma calophyllum
Espèce
Statut de conservation UICN

 VU B2ab(iii) : Vulnérable
Piptostigma calophyllum est une espèce de plantes à fleurs de la famille des Annonaceae et du genre Piptostigma. C'est un petit arbre présent en Afrique tropicale.

## Description
C'est un arbuste ou petit arbre pouvant atteindre 12 m de hauteur.

## Distribution
Assez rare, subendémique, l'espèce a été observée principalement au Cameroun dans trois régions (Sud-Ouest, Littoral et Sud), également au Gabon.